# Bernie Opper
Bernard Opper, detto Bernie (New York, 1º settembre 1915 – Encino, 24 febbraio 2000), è stato un cestista statunitense, professionista nella NBL.

## Carriera
Giocò per due stagioni nella NBL, disputando complessivamente 32 partite con 3,4 punti di media.

## Palmarès
- Campione ABL (1945)